# FIAT 6614
Il FIAT 6614 è un veicolo trasporto truppe anfibio blindato 4x4, prodotto da una collaborazione tra FIAT e l'OTO Melara.

## Descrizione
All'inizio degli anni settanta, la FIAT e l'OTO Melara svilupparono l'autoblindo tipo 6616 e il veicolo corazzato da trasporto truppe Tipo 6614.
Per entrambi la FIAT fornì il motore e le componenti automobilistiche mentre l'OTO Melara realizzò lo scafo e la torretta blindati.

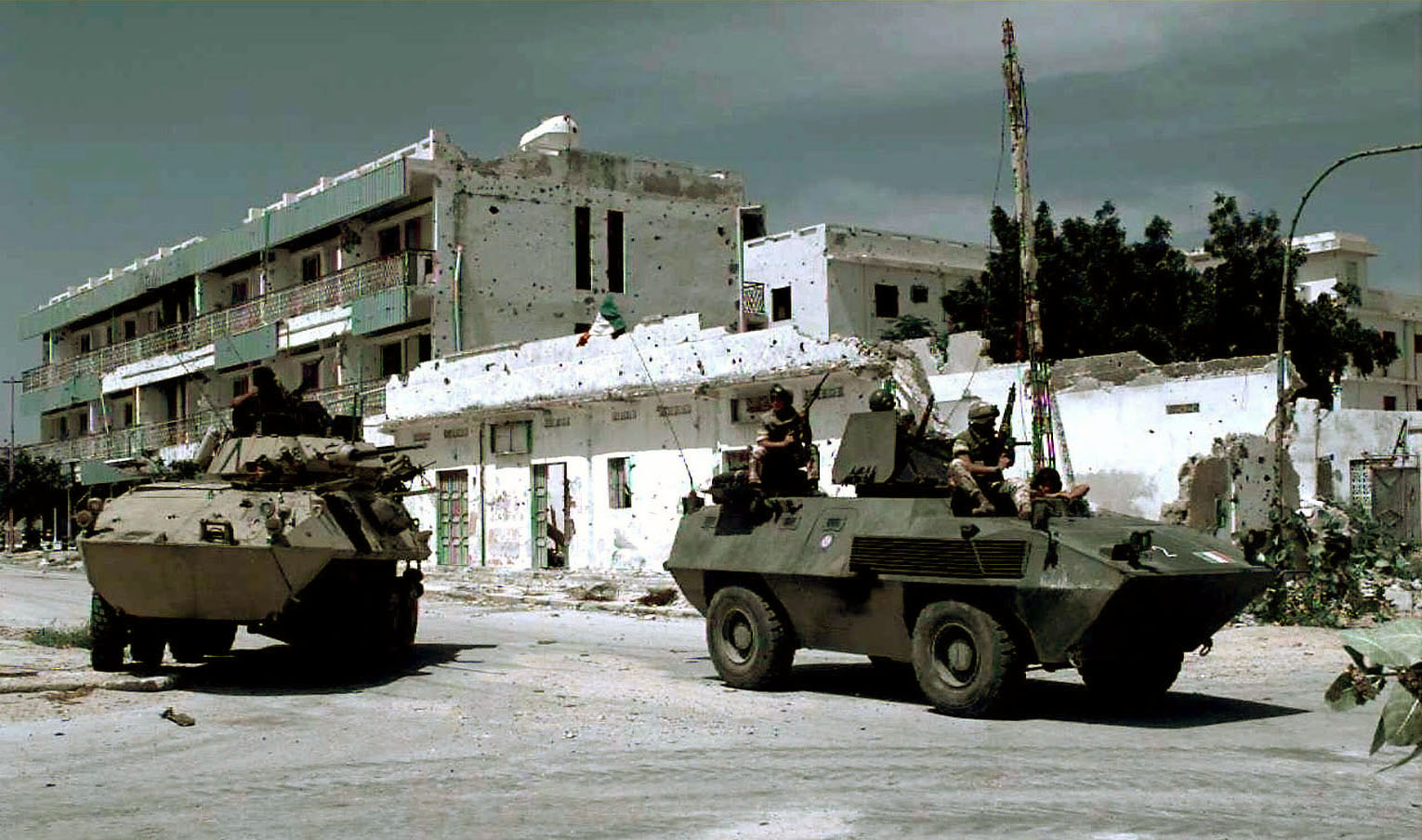
Un LAV-25 dei Marines statunitensi e un 6614 dell'Esercito Italiano durante l'Operazione Restore Hope in Somalia

Il primo prototipo del 6614 venne completato nel 1972 e 40 veicoli vennero successivamente ordinati dal governo italiano per la Polizia di Stato, seguì un altro ordine per 110 esemplari per l'Aeronautica Militare che li impiegò presso i reparti VAM a difesa degli aeroporti militari. Un certo numero di 6614 dell'Aeronautica fu poi ceduto, come misura d'urgenza, all'Esercito per le operazioni di peacekeeping venendo assegnati a reparti di Cavalleria, la 6614 fu estensivamente testata anche dalle truppe Alpine e ne fu ordinato un piccolo lotto di 14 esemplari che si andò ad aggiungere a quello ceduto dall'Aeronautica. 
Lo scafo del 6614 è di acciaio saldato con uno spessore uniforme di 8 mm; il posto del pilota è sul davanti del veicolo a sinistra ed è provvisto di iposcopi che consentono l'osservazione davanti del veicolo e ai lati. Il motore con la trasmissione sono situati nella parte frontale destra del mezzo onde lasciare il maggior spazio possibile alla squadra di soldati trasportati nella parte posteriore, dotata di portellone per lo sbarco/imbarco rapido degli uomini. La Blindo è armata con una semplice torretta (abbattibile per facilitarne il trasporto strategico) ad azionamento manuale (la stessa del VCC-1 Camillino) dotata di mitragliatrice pesante da 12,7 mm. Presenta una botola sul cielo del mezzo e delle feritoie laterali e posteriori dotate di blindovetro con estrattore di fumi dal vano di combattimento che permettono l'utilizzo in sicurezza dell'armamento personale dal personale trasportato. Su ciascun lato della torretta vi è infine una installazione per tre lanciagranate nebbiogene azionati elettricamente.

Una particolare caratteristica che contraddistingue questo mezzo è la sua capacità di agire come mezzo anfibio. La spinta in acqua viene fornita dal movimento creato dalle ruote, mentre il galleggiamento è permesso grazie la forma del mezzo e le giunture per renderlo impermeabile. Proprio per la sua capacità di essere anfibio, il Fiat 6614 può risultare molto utile in missioni di soccorso ed emergenze quali calamità naturali, e per questo è ancora in servizio presso i Reparti Mobili della Polizia di Stato.

## Utilizzatori
L'Esercito Italiano e l'Aeronautica hanno ormai cessato l'utilizzo dell'autoblindo FIAT 6614, sostituito dagli Iveco VM 90 e dai Puma (sia 6x6 che 4x4); esso è tuttavia ancora in carico alla Polizia di Stato per missioni di soccorso, e raramente è stato impiegato per il mantenimento dell'ordine pubblico o la vigilanza perimetrale degli scali internazionali.
L'utilizzatore principale del Fiat 6614 fu comunque la Corea del Sud dove il mezzo venne costruito su licenza con il nome di KM900 in 400 esemplari.
Il veicolo è stato prodotto con un discreto successo di vendite se si considerino anche gli altri utilizzatori. In tutto furono costruiti circa 1.210 esemplari.
Attuali utilizzatori
- Italia
  - Polizia di Stato
- Argentina
  - Ejército Argentino - 25
  - Policía Federal Argentina - 50
- Corea del Sud- 400[1]
- Libia - 200
- Perù
  - Ejército del Perú - 15
- Somalia - 270
  -  Somaliland
- Tunisia - 150
- Vietnam - 24
- Venezuela

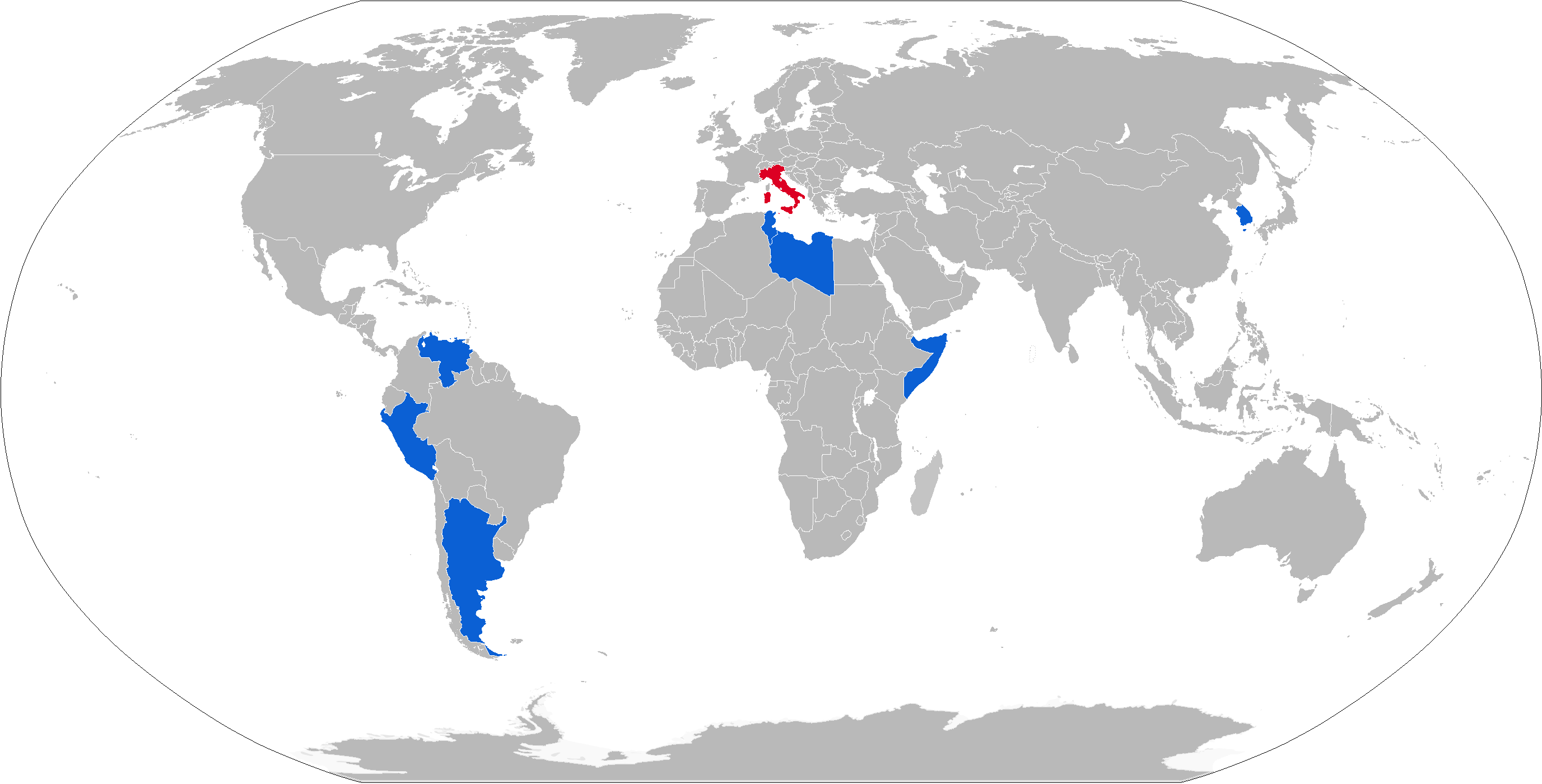
Mappa degli operatori del veicolo Fiat 6614; in blu gli attuali paesi in cui il mezzo è in servizio in rosso quelli in cui il veicolo è stato dismesso

  - Ejército Nacional de la República Bolivariana de Venezuela - 24 acquistati nel 1989 per la Guardia Nacional in servizio, ma in fase di dismissione al settembre 2018.[2]

Precedenti utilizzatori
- Italia
  - Aeronautica militare - 110
  - Esercito Italiano - 14